# Pamplona Challenger 2005
Il Pamplona Challenger 2005 è stato un torneo di tennis facente parte della categoria ATP Challenger Series nell'ambito dell'ATP Challenger Series 2005. Il torneo si è giocato a Pamplona in Spagna dall'8 al 14 agosto 2005 su campi in cemento.

## Vincitori

### Singolare
Nicolas Devilder ha battuto in finale  David Guez con il punteggio di 6–2, 6–1

### Doppio
Aisam-ul-Haq Qureshi /  Lovro Zovko hanno battuto in finale  James Auckland /  Daniel Kiernan con il punteggio di 2–6, 6–3, 6–4